# Cycais cylindrata
Cycais cylindrata là một loài nhện trong họ Corinnidae.
Loài này thuộc chi Cycais. Cycais cylindrata được Tord Tamerlan Teodor Thorell miêu tả năm 1877.